# Прва лига Црне Горе у одбојци 2016/17.
Прва лига Црне Горе у сезони 2016/17. је било 11 по реду такмичење организовано од стране одбојкашког савеза Црне Горе од оснивања 2006. и то је први степен такмичења у Црној Гори.
У лиги учествује 6 екипа, Формат такмичења био је исти као претходних сезона, игра се двокружним системом, свако са сваким кући и на страни по једном, након чега прве четири екипе играју плеј оф. Полуфинале се игра на два добијена меча, финале на три. На крају сезоне, побједник Прве лиге учесвује у квалификацијама за ЦЕВ Лигу шампиона.

## Клубови у сезони 2016/17.
| Клуб                     | Мјесто      | Стадион                      | Капацитет |
| ------------------------ | ----------- | ---------------------------- | --------- |
| Бар Волеј                | Бар         | СЦ Тополица                  |           |
| Будућност Капитал плаза  | Подгорица   | Универзитетска дворана       |           |
| Будванска Ривијера Будва | Будва       | Медитерански спортски центар |           |
| Јединство Бемакс         | Бијело Поље | СЦ Никољац                   |           |
| Волеј Стар               | Никшић      | СЦ Никшић                    |           |
| Сутјеска                 | Никшић      | СЦ Никшић                    |           |

## Резултати
Домаћини су наведени у лијевој колони.
|    | Екипа                    | 1   | 2   | 3   | 4   | 5   | 6   |
| -- | ------------------------ | --- | --- | --- | --- | --- | --- |
| 1  | Бар Волеј                | XXX | 0:3 | 0:3 | 1:3 | 0:3 | 3:0 |
| 2  | Будућност Капитал плаза  | 3:1 | XXX | 0:3 | 3:0 | 1:3 | 3:0 |
| 3  | Будванска Ривијера Будва | 3:0 | 3:0 | XXX | 3:0 | 3:2 | 3:0 |
| 4  | Волеј Стар               | 3:2 | 0:3 | 0:3 | XXX | 0:3 | 3:0 |
| 5  | Јединство Бемакс         | 3:0 | 1:3 | 2:3 | 3:1 | XXX | 3:0 |
| 6. | Сутјеска                 | 0:3 | 0:3 | 0:3 | 0:3 | 0:3 | ХХХ |

### Резултати по колима
| 1. коло, 29-30.10.2016.              |     |
| Будућност - Волеј стар               | 3:0 |
| Јединство - Бар волеј                | 3:0 |
| Сутјеска - Будванска Ривијера (9.11) | 0:3 |

| 2. коло, 6-7.11.2016.                   |     |
| Будућност - Јединство                   | 1:3 |
| Бар волеј - Сутјеска                    | 3:0 |
| Волеј стар - Будванска Ривијера (11.12) | 0:3 |

| 3. коло, 12-13.11.2016.        |     |
| Будванска Ривијера - Бар волеј | 3:0 |
| Сутјеска - Будућност           | 0:3 |
| Јединство - Волеј стар (17.11) | 3:1 |

| 4. коло, 19-20.11.2016.                |     |
| Јединство - Сутјеска                   | 3:0 |
| Волеј стар - Бар волеј                 | 3:2 |
| Будванска Ривијера - Будућност (1.12.) | 3:0 |

| 5. коло, 26-27.11.2016.        |     |
| Сутјеска - Волеј Стар          | 0:3 |
| Бар волеј - Будућност          | 0:3 |
| Будванска Ривијера - Јединство | 3:2 |

| 6. коло, 4-5.2.2017.          |     |
| Будванска Ривијера - Сутјеска | 3:0 |
| Бар волеј - Јединство         | 0:3 |
| Волеј стар - Будућност        | 0:3 |

| 7. коло, 11.2.2017.             |     |
| Јединство - Будућност           | 1:3 |
| Сутјеска - Бар волеј            | 0:3 |
| Будванска Ривијера - Волеј стар | 3:0 |

| 8. коло, 18-19.2.2017.         |     |
| Волеј стар - Јединство         | 0:3 |
| Будућност - Сутјеска           | 3:0 |
| Бар волеј - Будванска Ривијера | 0:3 |

| 9. коло, 25-26.2.2017.         |     |
| Бар волеј - Волеј стар         | 1:3 |
| Сутјеска - Јединство           | 0:3 |
| Будућност - Будванска Ривијера | 0:3 |

| 10. коло, 3-4.2.2017.          |     |
| Будућност - Бар волеј          | 3:1 |
| Јединство - Будванска Ривијера | 2:3 |
| Волеј стар - Сутјеска          | 3:0 |

Легенда:
 Дерби мечеви

## Табела и статистика
| Мјесто | Екипа                    | Играно | Побједа | Изгубио | Сет количник | Постигнутих поена | Примљених поена | Бодови | Напомене           |
| ------ | ------------------------ | ------ | ------- | ------- | ------------ | ----------------- | --------------- | ------ | ------------------ |
| 1      | Будванска Ривијера Будва | 10     | 10      | 0       | 30:4         | 817               | 593             | 28     | Плеј оф за титулу. |
| 2      | Јединство Бемакс         | 10     | 7       | 3       | 26:11        | 855               | 706             | 23     | Плеј оф за титулу. |
| 3      | Будућност Капитал плаза  | 10     | 7       | 3       | 22:11        | 755               | 649             | 21     | Плеј оф за титулу. |
| 4      | Волеј Стар               | 10     | 4       | 6       | 13:21        | 691               | 774             | 11     | Плеј оф за титулу. |
| 5      | Бар Волеј                | 10     | 2       | 8       | 10:24        | 662               | 783             | 7      |                    |
| 6      | Сутјеска                 | 10     | 0       | 10      | 0:30         | 475               | 750             | 0      |                    |

## Плеј оф

### Финале

#### Трећи меч
| Првак Прве лиге Црне Горе  |
| -------------------------- |
| Јединство Бемакс 1. Титула |

## Резултати црногорских клубова у европским такмичењима 2017/18.
Јединство Бемакс је као првак изборио пласман у квалификације за Лигу шампиона, док су сви остали клубови одустали од учешћа у Европским такмичењима због финансијских разлога.
| Ранг                       | Клуб                       | Држава                     | укупан рез.                | Држава                     | Клуб                       | 1. утак.                   | 2. утак.                   |
| ЦЕВ Лига шампиона 2017/18. | ЦЕВ Лига шампиона 2017/18. | ЦЕВ Лига шампиона 2017/18. | ЦЕВ Лига шампиона 2017/18. | ЦЕВ Лига шампиона 2017/18. | ЦЕВ Лига шампиона 2017/18. | ЦЕВ Лига шампиона 2017/18. | ЦЕВ Лига шампиона 2017/18. |
| -------------------------- | -------------------------- | -------------------------- | -------------------------- | -------------------------- | -------------------------- | -------------------------- | -------------------------- |
| Друго коло кв.             | Омонија                    | Кипар                      | 6:2                        | Црна Гора                  | Јединство Бемакс           | 3:0                        | 3:2                        |
| ЦЕВ куп 2017/18.           |                            |                            |                            |                            |                            |                            |                            |
| Прво коло                  | Ријека                     | Хрватска                   | 1:6                        | Црна Гора                  | Јединство Бемакс           | 0:3                        | 1:3                        |
| 1/16 финала                | Јединство Бемакс           | Црна Гора                  | -:-                        | Аустрија                   | Посојилница                | -:-                        | -:-                        |